# Thomas Holliday Hicks
Thomas Holliday Hicks, född 2 september 1798 i Dorchester County, Maryland, död 14 februari 1865 i Washington, D.C., var en amerikansk politiker. Han var guvernör i delstaten Maryland 1858–1862. Han representerade Maryland i USA:s senat från 1862 fram till sin död.
Hicks tjänstgjorde 1824 som sheriff i Dorchester County. Han gick med i Whigpartiet. Han deltog i Marylands konstitutionskonvent år 1851.
Hicks hann vara med i flera politiska partier: whigs, demokraterna, knownothings, unionisterna och republikanerna. Han vann guvernörsvalet i Maryland 1857. Det var den första segern i ett guvernörsval i Maryland för knownothings. Hicks bytte igen parti 1861 och tillträdde 1862 som senator för Maryland som unionist efter att James Pearce hade avlidit i ämbetet. Senator Hicks avled i sin tur i ämbetet år 1865 och efterträddes av John Creswell.
Hicks var metodist. Han gravsattes på Cambridge Cemetery i Cambridge, Maryland.